# 凤城镇 (连江县)
凤城镇为连江县城駐地，城区面积8平方公里，耕地2303亩，人口4.79万。距省会福州48公里。地处敖江下游北岸平原，县境中部偏南，四周与敖江镇接壤，与江南镇，中隔江相望，是全县政治、经济、文化中心。全镇总面积19.5平方公里，現辖10个社区、4个城中村。

## 行政区划
现辖：
东南街社区、东北街社区、西南街社区、西北街社区、北门社区、凤园社区、百凤社区、金安社区、玉山村、绿茵村、北岳村和凤尾村。

## 历史文化
凤城镇古称温麻镇，因城域形似展翅凤凰，又称凤城。唐天宝元年（742年）从伏沙（今敖江镇白沙村）移设今址。明嘉靖三年（1524年），参政蔡潮始建四门城楼。嘉靖十九年（1540年），由乡宦游连等倡议建城，1541年冬城建成，宋至清代城区及邻近村落合编为宁善乡，清末城内及附城设有13铺，民国初为第一区。民国29年后为第一区辖敖江镇。1949年後，与敖江合并成立第一区，下设4个街。1952年单独成立第十区公所，后改为城关区。1955年拆区建镇，1958年9月并入敖江人民公社，1961年成立城关公社，1980年改为城关镇，1982年更名为凤城镇至今。